# Rabiola
Rabiola, pseudonimo di Tiago André Coelho Lopes (Guimarães, 25 luglio 1989), è un ex calciatore portoghese, di ruolo attaccante.

## Carriera
Cresciuto nelle giovanili del Vitória Guimarães, con cui colleziona anche 5 presenze e una rete nel 2006-2007, Rabiola passa al Porto nel mercato estivo del 2007 e delude i dirigenti dei Dragões. Viene rimandato al Vitória Guimarães in prestito, disputa 4 partite e segna un gol. Nella stagione 2008-2009 torna al Porto e nella stagione successiva viene prestato all'Olhanense.

## Palmarès

### Club

#### Competizioni nazionali
- Coppa di Portogallo: 1

Porto: 2008-2009
- Campionato portoghese: 1

Porto: 2008-2009

### Individuale
- Capocannoniere della Coppa di Lega portoghese: 1

2012-2013 (5 gol)